# Crevant-Laveine
Crevant-Laveine is een gemeente in het Franse departement Puy-de-Dôme (regio Auvergne-Rhône-Alpes). De plaats maakt deel uit van het arrondissement Thiers. Crevant-Laveine telde op 1 januari 2022 964 inwoners.

## Geografie
De oppervlakte van Crevant-Laveine bedroeg op 1 januari 2022 19,76 vierkante kilometer; de bevolkingsdichtheid was toen 48,8 inwoners per km².

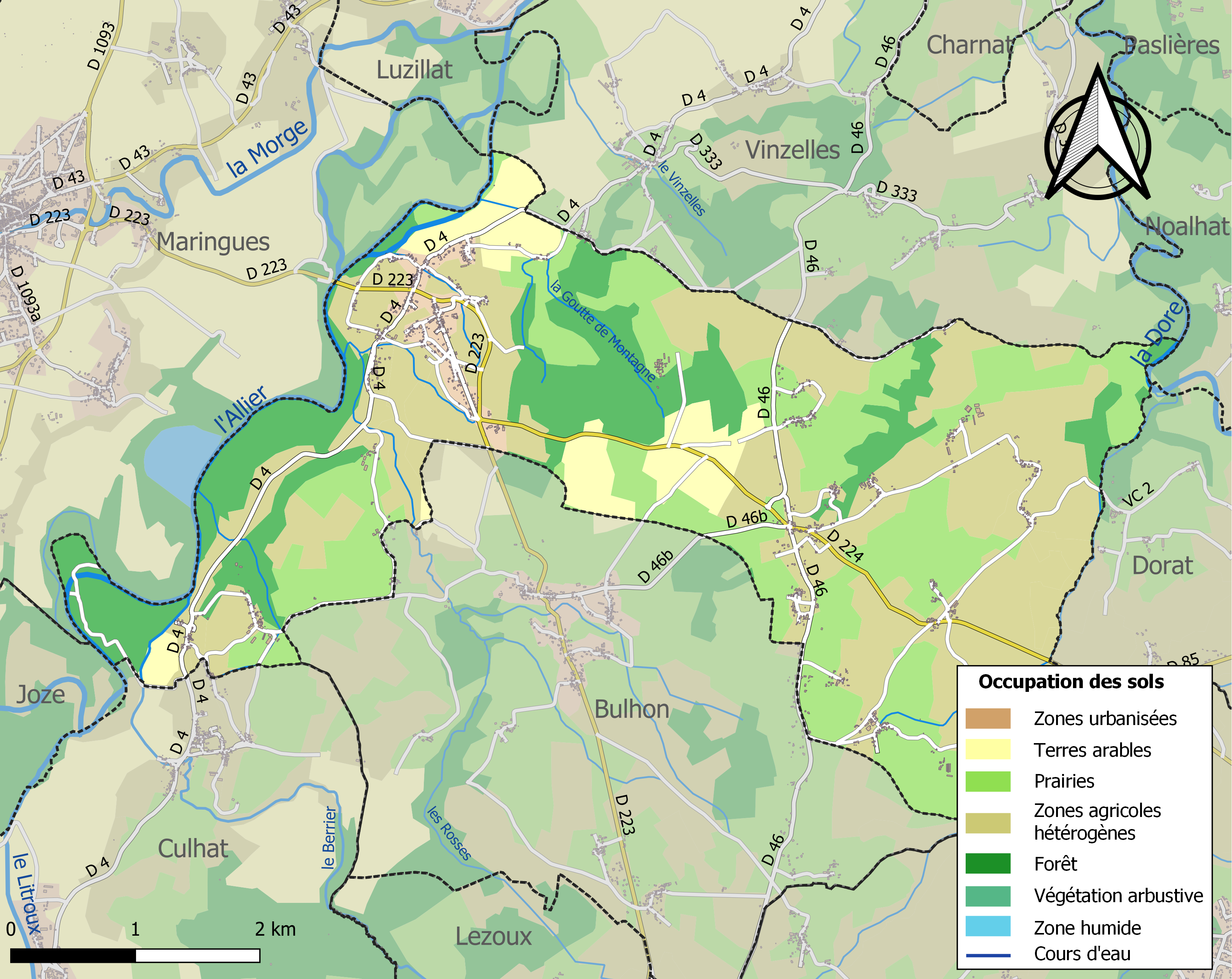
Kaart van de gemeente met belangrijkste infrastructuur, bodemgebruik en omliggende gemeenten

## Demografie
Onderstaande figuur toont het verloop van het inwonertal (bron: INSEE-tellingen).